# Isola di Šel'bach
L'Isola di Šel'bach (russo: Остров Шельбаха) è un'isola russa situata nel Mare di Barents che fa parte dell'arcipelago della Novaja Zemlja. Amministrativamente fa parte dell'Oblast' di Archangel'sk.

## Geografia
L'isola di Šel'bach si trova sulla costa occidentale dell'isola Severnyj, nel golfo Krestobaja (губа Крестовая), a nord di capo Kamennyj (мыс Каменный)
L'isola, di piccole dimensioni, è lunga circa 750 m e larga 400 m; è pianeggiante, priva di laghi e corsi d'acqua, e ha una costa rocciosa.
Situata all'interno del Circolo polare artico come il resto dell'arcipelago, ha un clima rigido. La vegetazione è costituita da muschi e licheni. L'isola è disabitata.

## Isole adiacenti
- Isola di Wrangel, a nord-ovest, a circa 3,5 km[1] (74°09′23.38″N 55°19′38.97″E).
- Isola di Ermolaev (Остров Ермолаева), situata nella parte orientale del golfo Krestobaja, circa 6 km a sud-est dell'isola di Šel'bach (76°06′46.94″N 55°38′32.35″E).